# Xysta holosericea
Xysta holosericea là một loài ruồi trong họ Tachinidae.